# Liste der Monuments historiques in Fournets-Luisans
Die Liste der Monuments historiques in Fournets-Luisans führt die Monuments historiques in der französischen Gemeinde Fournets-Luisans auf.

## Liste der Objekte
| Bezeichnung                       | Beschreibung                                    | Standort                                                  | Kennzeichnung | Schutzstatus | Datum | Bild |
| --------------------------------- | ----------------------------------------------- | --------------------------------------------------------- | ------------- | ------------ | ----- | ---- |
| Kanzel                            | Holz, geschnitzt, 18. Jahrhundert               | Les Fournets, in der Kirche Nativité-de-Notre-Dame (Lage) | PM25000728    | Classé       | 1985  |      |
| Gemälde Heiliger Franz Xaver      | Ölfarbe auf Leinwand, Ende des 18. Jahrhunderts | Les Fournets, in der Kirche Nativité-de-Notre-Dame (Lage) | PM25002123    | Inscrit      | 1984  |      |
| Gemälde Stiftung des Rosenkranzes | Ölfarbe auf Leinwand, Ende des 18. Jahrhunderts | Les Fournets, in der Kirche Nativité-de-Notre-Dame (Lage) | PM25002124    | Inscrit      | 1984  |      |
| Altarkreuz                        | Holz, vergoldet, 18. Jahrhundert                | Les Fournets, in der Kirche Nativité-de-Notre-Dame (Lage) | PM25002125    | Inscrit      | 1984  |      |